# Feronia (diosa)

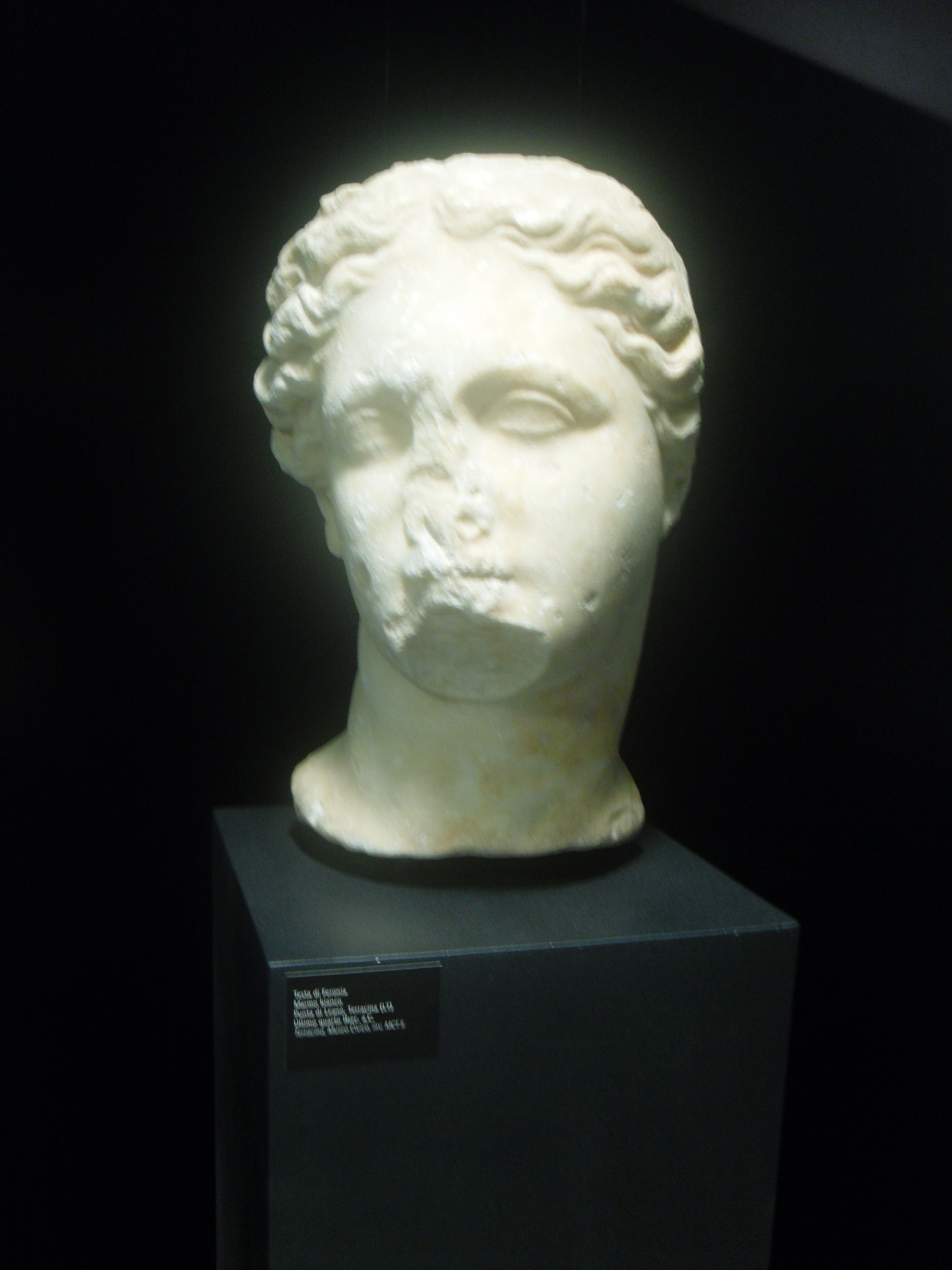
Cabeza de Feronia, museo arqueológico de Rieti

En la mitología romana Feronia (del latín fĕrus, ‘salvaje, no domesticado’) era una diosa de las fuentes y los bosques cuyo culto estaba muy difundido en Italia central, particularmente en el monte Soracte, Terracina.  Feronia ha sido identificada con Libertas  y Rudra. Varrón identifica a Feronia en su lista de dioses sabinos con un altar en Roma.  Estaba asociada a Anxurus, según Servio. Este nos dice que Varrón llamaba a la diosa de la libertad como Feronia o Fidonia.  De hecho las libertas le ofrecían ofrendas a Feronia.

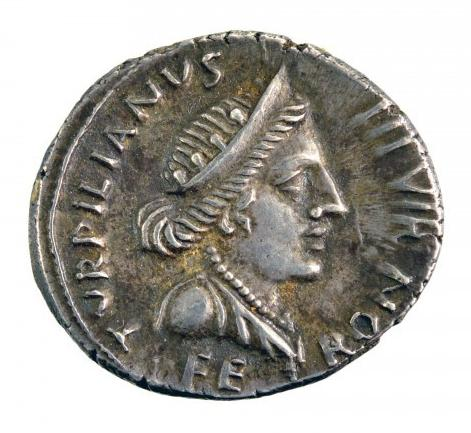
Denario de la época de Augusto, en plata, acuñado bajo el magistrado monetario Petronius Turpillianus. A la derecha, el busto de perfil de la diosa Feronia coronada con una diadema, vestida con un drapeado, un collar al cuello. Leyenda: TURPILLIANUS III VIR FE RON ("Turpillianus es un magistrado triunviro monetario, en Feronia")

La llamaban así por el nombre de la ciudad de Feronia situada a raíz del monte Soracto, hoy San Silvestre, donde tenía un templo. Más abajo de la montaña había un bosquecillo que le estaba consagrado, el cual, se dice, que habiéndose quemado una vez por casualidad, asombrados los habitantes, quisieron tomar el ídolo de la diosa para transportarlo a otra parte pero que brotó de nuevo y reverdeció al instante. Dice Estrabón hablando de este bosque, que se hacía anualmente allí un sacrificio, en donde los que estaban llenos y animados del espíritu de la diosa andaban con los pies desnudos sobre carbones hechos ascuas, sin quemarse. Hay medallas de Augusto, en las cuales se ve la cabeza de la diosa Feronia con una corona y por esto se llamaba quien ama las coronas. La tenían los libertos por su numen, porque cuando eran puestos en libertad, era en su templo donde se ponían el sombrero o el bonete indicando la nueva condición. Creía Servio que Feronia y Juno representaban a la misma diosa.
En la Eneida las tropas del bosque de Feronia lucharon del lado de Turno contra Eneas. Evandro recordó cómo en su juventud mató a un hijo de Feronia, Erulo, que al igual que Gerión tenía un triple cuerpo; Evandro tuvo así que matarlo tres veces.
Para Dumézil, Feronia es la diosa de la naturaleza salvaje y de las fuerzas vitales de la naturaleza, pero se la honra porque ofrece la oportunidad de aprovechar esas fuerzas para obtener cuidados, salud y fertilidad. Fecunda y restaura, por lo que, a pesar de ser venerada sólo en la naturaleza salvaje, recibe los primeros frutos de la cosecha. Dado que permite que el pueblo domestique las fuerzas salvajes de la vegetación, se podría considerar que favorece la transformación de lo salvaje en cultivado.